# El invasor
El invasor (título original: The Invader) es una película canadiense de ciencia ficción de 1997 dirigida por Mark Rosman y protagonizada Sean Young, Ben Cross, Daniel Baldwin.

## Argumento
Annie es una joven soltera que trabaja como profesora. Un día ella se queda embarazada por un extraterrestre que ha sido perseguido por toda la galaxia por otro alienígena empeñado en exterminar su raza. Annie tiene de esa manera en su vientre a un ser femenino, la cual será también la futura Eva de su raza. Sin embargo la madre será perseguida no solamente por los alienígenas dispuestos a acabar con su hija sino también por el sheriff local. Su única salida será conseguir localizar una nave antes de tres días y entregar la niña al planeta extraterrestre donde será fecundada por los últimos especímenes masculinos supervivientes de esa raza.

## Reparto
| Actor          | Personaje        |
| -------------- | ---------------- |
| Sean Young     | Annie Nilssen    |
| Ben Cross      | Renn             |
| Daniel Baldwin | Jack Logan       |
| Nick Mancuso   | Willard          |
| Lynda Boyd     | Gail             |
| Tim Henry      | Policía viejo    |
| Ken Tremblett  | Oficial Davidson |

## Estreno
En España la película se estrenó directamente en la pequeña pantalla.

## Recepción
Hoy en día la película ha sido valorada en portales cinematográficos y por críticos profesionales. En IMDb, con 472 votos registrados, el filme obtiene una media ponderada de 4,1 sobre 10. En cuanto a Rotten Tomatoes, los más de 50 votos registrados le dieron allí una valoración media de 1,7 de 5.